# فرودگاه بین‌المللی کرنل کارلوس سیریانی سانتا روسا
فرودگاه بین‌المللی کرنل کارلوس سیریانی سانتا روسا (به انگلیسی: Crnl. FAP Carlos Ciriani Santa Rosa International Airport) یک فرودگاه همگانی با کد یاتا TCQ است که یک باند فرود آسفالت دارد و طول باند آن ۲۵۰۰ متر است. این فرودگاه در کشور پرو قرار دارد و در ارتفاع ۴۶۹ متری از سطح دریا واقع شده‌است.